# Hỗ Tam Nương

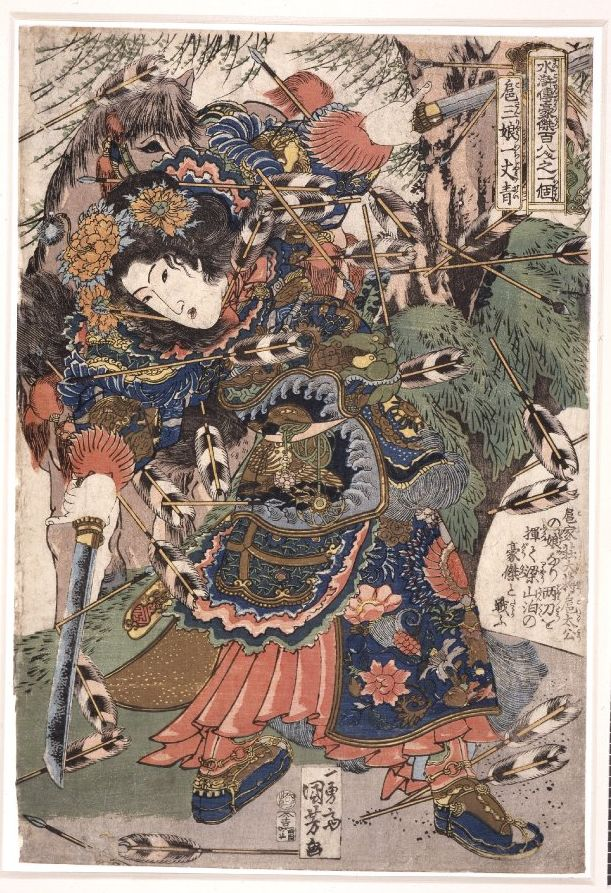
Hổ Tam Nương Lương Sơn Hào Kiệt

Hỗ Tam Nương (chữ Hán: 扈三娘), đôi khi phiên âm thành Hổ Tam Nương là một nhân vật hư cấu, nữ tướng trong tác phẩm Thủy hử, biệt hiệu là Nhất Trượng Thanh - Cô Một Trượng, (一丈青), được sao Địa Tuệ Tinh chiếu mệnh.

## Bị Lương Sơn bắt
Khi Tống Giang đem quân đánh Chúc Gia Trang, Hỗ Gia Trang sai Hỗ Tam Nương vốn có hôn ước với Chúc Bưu của Chúc Gia Trang đi cứu. Hỗ Tam Nương đánh và bắt sống Vương Anh của quân Lương Sơn, nhưng khi đem quân truy kích Tống Giang, Hỗ Tam Nương bị Lâm Xung bắt sống.
Tuy Hỗ Gia Trang đã đầu hàng Lương Sơn Bạc, nhưng Lý Quý hăng máu, hai tay hai búa tới Hổ Gia Trang chém sạch giết sạch già trẻ lớn bé, kể cả Hỗ Thái Công (Cha của Hỗ Tam Nương). Riêng Hỗ Thành, anh lớn của Hỗ Tam Nương may mắn thoát nạn và mất tích. Tống Giang tuy biết chuyện nhưng nhưng chỉ quở trách qua loa, không hạch tội Lý Quỳ.
(Tống Giang hỏi Lý Quỳ xem có ai còn sống không, khi biết không còn thì chết không đối chứng, do đó, họ Tống dễ bề "bẻ lái" câu chuyện, vu cho quân khác đã giết cả nhà Hỗ Tam Nương chứ không phải Lý Quỳ.)
Sau đó, Tống Công Minh gả Hỗ Tam Nương cho Vương Anh, Hỗ Tam Nương chấp thuận và quy hàng Lương Sơn.

## Tử trận
Trong trận đánh Phương Lạp, Hỗ Tam Nương cùng Vương Anh đối đầu với tướng Phương Lạp là Trịnh Bưu. Trịnh Bưu dùng phép tạo ra khói đen làm mù Vương Anh và sau đó đâm chết Vương Anh. Hỗ Tam Nương thấy thế liền múa song đao xông tới đánh, không ngờ bị Trịnh Bưu quay mặt lại phóng một viên đá vào giữa trán ngã gục ngay trên mình ngựa, tử trận cùng với chồng.

## Trong Đãng Khấu Chí
Tại hồi 60, Trần Hy Chân thống lĩnh đại binh đánh Bộc Châu. Vương Anh bị Trần Lệ Khanh giết, Hỗ Tam Nương nóng lòng báo thù cho chồng, đánh với Lệ Khanh hơn 100 hiệp không phân thắng bại. Đến tối lại tiếp tục giao đấu thêm hơn 200 hiệp nữa, cuối cùng Tam Nương bị Lệ Khanh bóp cổ mà chết.